# Pozohondo (kommunhuvudort)
Pozohondo är en kommunhuvudort i Spanien.   Den ligger i provinsen Provincia de Albacete och regionen Kastilien-La Mancha, i den centrala delen av landet, 240 km sydost om huvudstaden Madrid. Pozohondo ligger 871 meter över havet och antalet invånare är 1 829.
Terrängen runt Pozohondo är lite kuperad, och sluttar österut. Runt Pozohondo är det ganska glesbefolkat, med 26 invånare per kvadratkilometer. Närmaste större samhälle är Pozo-Cañada, 17,8 km nordost om Pozohondo. Trakten runt Pozohondo består till största delen av jordbruksmark.